# Кравцов, Макар
Мака́р Кравцо́в (бел. Макар Краўцоў, настоящее имя Мака́р Матве́евич Ко́сте́вич, Макар Мацвеевіч Касцевіч / Косцевіч; 6 (18) августа 1891, д. Бобровня, Гродненский уезд, Гродненская губерния, Российская империя — после октября 1939, Белосток, БССР) — белорусский поэт, переводчик, публицист, преподаватель, общественно-политический деятель. Наиболее известен, как автор слов гимна Белорусской Народной Республики.

## Биография
Родился в деревне Бобровня Гродненского уезда (ныне Гродненский район, Республика Беларусь) в зажиточной крестьянской семье. Окончил церковно-приходскую школу в деревне Головачи (Гродненский уезд), затем учительскую семинарию в Свислочи (1910). Работал учителем в школе. С 1915 года служил в российской армии, после окончания военного училища находился на Северо-Западном фронте Первой мировой войны.

### В Белорусской Народной Республике
В декабре 1917 года делегат I Всебелорусского съезда (от солдатского комитета 44 армейского корпуса СЗ фронта). С 1917 по 1918 год работал школьным учителем в Минске. Преподавал на курсах белорусоведения при Минской городской думе (1918). В 1918 году вступил в Белорусскую партию социалистов-революционеров. С 1918 по 1919 год участвовал в работе рады БНР в Минске и Гродно. В начале 1919 года на Гродненщине — комиссар Сокольского уезда (ныне Польша), назначенный белорусским министерством Литовской республики. Позже вернулся в Минск, работал при литературно-издательском отделе Наркомпроса ЛитБел ССР. С декабря 1919 года входил в состав Белорусской военной комиссии. Во время Слуцкого восстания занимался делами печати и заведовал повстанческой типографией в Клецке. В сентябре 1921 года был делегатом на I Всебелорусской конференции в Праге. С 1921 года жил в Вильно, в то время находившемся под контролем Польши.

### В межвоенной Польше
С 1922 по 1923 год преподавал в частной белорусской гимназии в Радошковичах (ныне Молодечненский район, Минская область, Республика Беларусь). В апреле 1923 года издатель-редактор газеты «Соха» (запрещена после первого номера). С 1927 года активно участвовал в работе Белорусского научного общества. Организовывал в родных местах концерты и спектакли на белорусском языке.
В 1926 году был на некоторое время арестован властями Польши за «прокоммунистическую агитацию». В 1930-е годы отошёл от литературного творчества, был безработным. В 1936—1937 годах был членом Главного управления Общества белорусской школы.

### В советской Белоруссии
В октябре 1939 года, после того как Западная Белоруссия была включена в состав СССР, работал в редакции газеты «Виленская правда». Вскоре был арестован советскими властями вместе с рядом других общественных деятелей, заподозренных в связи с движением за независимость Белоруссии (Антон Луцкевич, Ян Позняк, Винцент Жук-Гришкевич, Владимир Самойло и др.). Погиб в заключении (предположительно в тюрьме города Белосток); точная дата смерти и её обстоятельства не установлены.

### Семья
Жена, варшавянка, во время нацистской оккупации была узницей концлагеря. Она умерла в Вильнюсе в начале 1970-х. До конца своих дней говорила преимущественно на языке мужа.

## Творчество
Печатался с 1918 года. Псевдонимы — Краўцоў Макар, Дзын-Дзылін, Звончык, Макар, Язэп Светазар, Picolo, Smreczyński, З-ык, К. М., Кр. М., М. К.
Сотрудничал в изданиях «Беларускае Жыцьцё», «Беларускія Ведамасьці», «Беларусь», «Наша Думка», «Маланка», «Грамадзкі Голас», «Беларускае Слова», «Сялянская ніва», «Беларускі Дзень», «Вольная Беларусь», «Звон», «Беларуская крыніца», «Родны край», «Рунь», «Беларуская культура», «Шлях моладзі» и др.
Автор изданной в Вильно работы об истории БНР «Рада Белорусской Народной Республики» (1921) и слов гимна БНР «Мы выйдзем шчыльнымі радамі» (впервые опубликован 30 октября 1919 года в газете «Беларусь» под названием «Ваяцкi гымн»). Написал повесть «Настулька» (Настенька). Автор статей, рецензий и воспоминаний о современниках (Купала, П. Кречевский, Вл. Жилка и др.). Составленный им в 1917—1918 белорусский букварь не был издан, и не обнаружен.
Перевёл на белорусский язык Версальский договор, а также ряд классических произведений русской, польской и мировой литературы. Среди них «Олеся» А. Куприна, «Лес шумит» и «Слепой музыкант» В. Короленко, «Мцыри» и «Демон» М. Лермонтова, «Тарас Бульба» Н. Гоголя, «Человек» М. Горького, «Принц и нищий» М. Твена, «Бартек-победитель» Г. Сенкевича, сочинения Л. Толстого, Н. Рубакина, С. Надсона и др.

## Память
В 2015 году Общество белорусского языка имени Франциска Скорины выпустило открытку в честь 125-летия писателя.